# Стефано Діонізі
Стефа́но Діоні́зі (фр. Стефано Діонізі; нар. 1 жовтня 1966, Рим, Італія) — італійський театральний, кіно- та телевізійний актор.

## Біографія
Стефано Діонізі народився 1 жовтня 1966 року в Римі, Італія. Освіту здобув в акторській школі театру «La Scaletta» в Римі. Отримавши диплом у 1985 році переїхав до Нью-Йорку, звідки повернувся до Італії наприкінці 1980-х; між 1987 та 1991 роками здійснив кілька поїздок до Індії.
У 1986 році дебютував на телебаченні у фільмі «Роза» режисера Томазо Шермана. Першу роль у кіно зіграв у 1990 році, знявшись у трилері «Секрет» Франческо Населлі де зіграв роль одного з коханців героїні Настасьї Кінськи.
Найзначнішою акторською роботою у кіно для Стефано Діонізі стала роль оперного співака XVIII століття Карло Броскі, відомого як Фарінеллі у біографічному фільмі «Фарінеллі-кастрат» (1994, реж. Жерар Корб'є).
Серед найкращих ролей Діонізі — Флавіо у драмі іспанського режисера Бігаса Луни «Бамбола» та Монтейро Россі в екранізації роману Антоніо Табуччі «З відома Перейри» (обоє — 1996).

## Особисте життя
Від шлюбу з продюсером Анн Стюарт Стефано Діонізі має сина Міло.

## Фільмографія (вибіркова)
| Рік       |    | Українська назва                   | Оригінальна назва                          | Роль                     |
| --------- | -- | ---------------------------------- | ------------------------------------------ | ------------------------ |
| 1986      | тф | Роза                               | Rose                                       | Стефано                  |
| 1989      | тф |                                    | È proibito ballare                         |                          |
| 1990      | ф  | Секрет                             | Il segreto                                 | Карло                    |
| 1990      | ф  | Слід любові життя                  | Tracce di vita amorosa                     | дрібний злодій           |
| 1990—1990 | с  | Спрут 5                            | La piovra 5 - Il cuore del problema        | Стефано                  |
| 1992      | ф  |                                    | Leise Schatten                             | Пауль                    |
| 1992      | ф  | Італійська субота                  | Sabato italiano                            | Ріккі - Епізод 1         |
| 1992      | ф  | На південь                         | Verso sud                                  | Еуженіо                  |
| 1992      | ф  | Лист з Парижу                      | Lettera da Parigi                          | Марко                    |
| 1993      | ф  | Бунтівник                          | La ribelle                                 | Франчіно                 |
| 1993      | ф  | Тисяча синіх пухирів               | Mille bolle blu                            | Антоніо                  |
| 1994      | ф  | Фарінеллі-кастрат                  | Farinelli                                  | Карло Броскі (Фарінеллі) |
| 1994      | ф  | Батько і син                       | Padre e figlio                             | Габріеле                 |
| 1995      | ф  | З відома Перейри                   | Sostiene Pereira                           | Монтейро Россі           |
| 1995      | тф | Йосип Прекрасний: Намісник фараона | Joseph                                     | фараон                   |
| 1995      | ф  | Утікачки                           | Fugueuses                                  | Еуженіо                  |
| 1996      | ф  | Бамбола                            | Bámbola                                    | Флавіо                   |
| 1996      | ф  | Чаклун                             | L'arcano incantatore                       | Джакомо Вігетті          |
| 1997      | ф  | Перемир'я                          | La tregua                                  | Даніеле                  |
| 1997      | ф  | Москва                             | Notti di paura                             | Едуард                   |
| 1998      | ф  | Повернення Клаудін                 | Claudine's Return                          | Стефано Мацрі            |
| 1998      | ф  | Місячне затемнення                 | L'albero delle pere                        | Роберто                  |
| 1999      | ф  | Втрата сексуальної невинності      | The Loss of Sexual Innocence               | Лука                     |
| 1999—2011 | с  | Комісар Монтальбано                | Il commissario Montalbano                  | Рокко Пеннізі            |
| 1999      | с  | Готель «Олександрія»               | Hotel Alexandria                           |                          |
| 1999      | ф  | Діти століття                      | Les enfants du siècle                      | П'єтро Пагелло           |
| 1999      | ф  | Похмура неділя                     | Gloomy Sunday - Ein Lied von Liebe und Tod | Андрас                   |
| 2000      | ф  | Зворотна сторона війни             | Il partigiano Johnny                       | Джонні                   |
| 2000      | ф  | Дорога смерті                      | Il prezzo                                  | Романо                   |
| 2000      | тф | Без сім'ї                          | Sans famille                               | Георг фон Страуберг      |
| 2000      | ф  | Без сну                            | Non ho sonno                               | Джакомо                  |
| 2002      | ф  | Гіностра                           | Ginostra                                   | Джованні Джіглі          |
| 2003      | с  | Справа совісті                     | Un caso di coscienza                       | Вітторіо Цорсо           |
| 2004      | тф | Ренцо і Люсія                      | Renzo e Lucia                              | Дон Родріго              |
| 2004      | ф  | Ти скрізь                          | Ovunque sei                                | Леонардо                 |
| 2004      | тф | Черниця                            | Virginia, la monaca di Monza               | Паоло Осіо               |
| 2005      | ф  | Рауль: Право на убивство           | Raul - Diritto di uccidere                 | Рауль                    |
| 2005      | ф  | Двері з семи зірками               | La porta delle 7 stelle                    |                          |
| 2005      | тф | Лючія                              | Lucia                                      | Еуженіо                  |
| 2006      | тф | Провінціал                         | La provinciale                             | Вікторіо Вагнуцці        |
| 2006      | ф  | Вівальді, принц Венеції            | Antonio Vivaldi, un prince à Venise        | Антоніо Вівальді         |
| 2007      | тф | Клан Корлеоне                      | L'ultimo dei Corleonesi                    | Лучано Ліджіо            |
| 2007      | ф  | Пригоди італійців у Марокко        | Last Minute Marocco                        | Джорджо                  |
| 2007      | ф  | Сімейна гра                        | Family Game                                | Вітторіо                 |
| 2008      | тф | Мати                               | Una madre                                  | Жарді                    |
| 2008      | ф  | Кров переможених                   | Il sangue dei vinti                        | Курт                     |
| 2009      | тф | Девід Копперфільд                  | David Copperfield                          | Едвард Мардстоун         |
| 2009      | ф  | Фізика води                        | La fisica dell'acqua                       | Даніеле                  |
| 2010      | ф  |                                    | Cocapop                                    | Франческо                |
| 2010      | ф  | Я представляю тобі друга           | Ti presento un amico                       | Джорджо Роверсі          |
| 2013      | с  | Пупетта: Мужність і пристрасть     | Pupetta: Il coraggio e la passione         | комісар Імпарато         |
| 2013      | ф  | Мама                               | La madre                                   | Дон Паоло                |

## Визнання
| Нагороди та номінації Стефано Діонізі | Нагороди та номінації Стефано Діонізі | Нагороди та номінації Стефано Діонізі | Нагороди та номінації Стефано Діонізі | Нагороди та номінації Стефано Діонізі | Нагороди та номінації Стефано Діонізі |
| Рік                                   | Нагорода                              | Категорія                             | Фільм                                 | Результат                             |                                       |
| ------------------------------------- | ------------------------------------- | ------------------------------------- | ------------------------------------- | ------------------------------------- | ------------------------------------- |
| 1994                                  | Премія Давид ді Донателло             | Спеціальний приз                      | Фарінеллі-кастрат                     | Перемога                              |                                       |